# Маглич (Воєводина)
Маглич (серб. Маглић) — село в Сербії, належить до общини Бачкі-Петровац Південно-Бацького округу в багатоетнічному, автономному краю Воєводина.

## Населення
Населення села становить 2808 осіб (2002, перепис), з них:
- серби — 2426 — 90,01%;
- словаки — 101 — 3,74%;
- югослави — 35 — 1,29%;

Решту жителів  — з десяток різних етносів, зокрема: хорвати, роми, мадяри і з десяток русинів-українців.